# Melanophora pygmaea
Melanophora pygmaea är en tvåvingeart som först beskrevs av Macquart 1855.  Melanophora pygmaea ingår i släktet Melanophora och familjen gråsuggeflugor.
Artens utbredningsområde är Frankrike. Inga underarter finns listade i Catalogue of Life.